# Huân chương Alexander Nevsky
Huân chương Alexander Nevsky (tiếng Nga: орден Александра Невского) là một giải thưởng quân sự của Liên Xô trước đây và là một giải thưởng Nhà nước của Liên bang Nga hiện nay, đặt theo tên Đại vương công Aleksandr Yaroslavich Nevsky - một nhà chỉ huy quân sự kiệt xuất của Nga.
Liên Xô đề ra Huân chương Alexander Nevsky vào năm 1942 để vinh danh các sĩ quan chỉ huy Hồng quân Liên Xô có chiến tích và kỹ năng chỉ huy xuất sắc cũng như cho các đơn vị Hồng quân có chiến tích đặc biệt. Điều kiện để được vinh danh là:
- Có sáng kiến tấn công bất ngờ, táo bạo và nhanh chóng vào địch gây thiệt hại lớn với tổn thất tối thiểu;
- Lãnh đạo liên tục và rõ ràng trong việc phối hợp vũ khí trong quá trình thực hiện nhiệm vụ dẫn đến việc tiêu diệt hoàn toàn hoặc gần như toàn bộ lực lượng địch vượt trội về số lượng;
- Bão hòa nhanh chóng lực lượng pháo binh địch vượt trội về số lượng hoặc phá hủy các vị trí pháo binh ngăn cản sự tiến công của các đơn vị của chúng ta, hoặc phá hủy một boongke hoặc công sự, hoặc đẩy lùi một cuộc tấn công thiết giáp lớn của địch gây thiệt hại nặng nề, trong khi chỉ huy một đơn vị pháo binh hoặc đội pháo binh;
- Hoàn thành thành công các hoạt động chiến đấu gây thiệt hại lớn cho địch mà không mất mát trong khi chỉ huy một đơn vị thiết giáp hoặc tiểu đơn vị;
- Thực hiện thành công một loạt các nhiệm vụ chiến đấu, gây thiệt hại nghiêm trọng cho nhân lực và trang thiết bị của địch mà không mất mát trong khi chỉ huy một đơn vị hoặc tiểu đơn vị không quân;
- Hành động nhanh chóng và sáng kiến dẫn đến việc chiếm giữ hoặc phá hủy các công sự của địch giúp quân ta tiến lên trong một cuộc tấn công;
- Tổ chức có hệ thống các thông tin liên lạc rõ ràng và kịp thời hạn chế đáng kể tổn thất, đảm bảo thành công của các hoạt động chiến đấu lớn;
- Thực hiện có khả năng và nhanh chóng các hoạt động đổ bộ với tổn thất tối thiểu, gây thiệt hại lớn cho kẻ thù và đảm bảo thành công của toàn bộ nhiệm vụ.

Liên bang Nga hiện nay trao Huân chương này cho các công chức cấp cao của Liên bang Nga có thời gian làm việc trên 20 năm và có thành tích xuất sắc trong xây dựng quốc gia. Huân chương cũng được trao cho các nhà lãnh đạo nước ngoài.